# بليندا ديفر
بليندا ديفر (بالإنجليزية: Belinda Dever)‏ هي لاعبة كرة الشبكة أسترالية، ولدت في 6 يوليو 1977.